# Risbyle

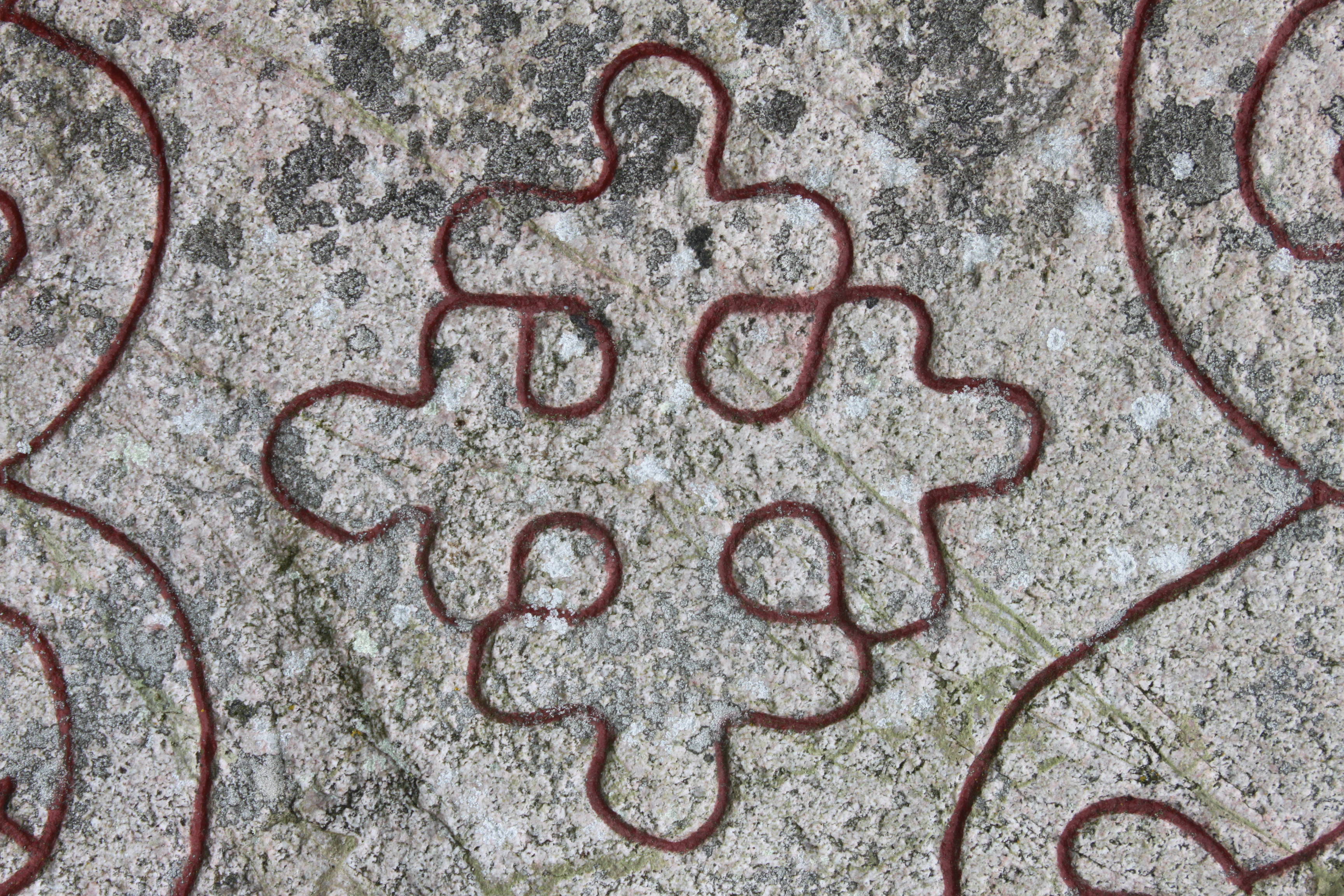
Förlaga till Täby kommunvapen på U 161.

Risbyle är ett område med två runstenar på västra sidan av Vallentunasjön längs Skålhamravägen i nordvästra delen av Täby kommun. Stenarna vid Risbyle (U 160 och U 161) är resta av Ulf i Bårresta över hans släkting Ulf i Skålhamra och beställda av Ulfkell, Ulf i Skålhamras son. Skålhamrasläkten var flitiga runstensresare, nästan lika flitiga som Jarlabankesläkten. Skålhamrasläkten var aktiv också på den östra sidan av Vallentunasjön där de anlagt en tingsplats, Arkils tingstad, och rest två runstenar, U 225 och U 226. Ulf i Bårresta hade deltagit i tre krigståg till England enligt en runsten vid Orkesta kyrka (U 344).

## Runristningar

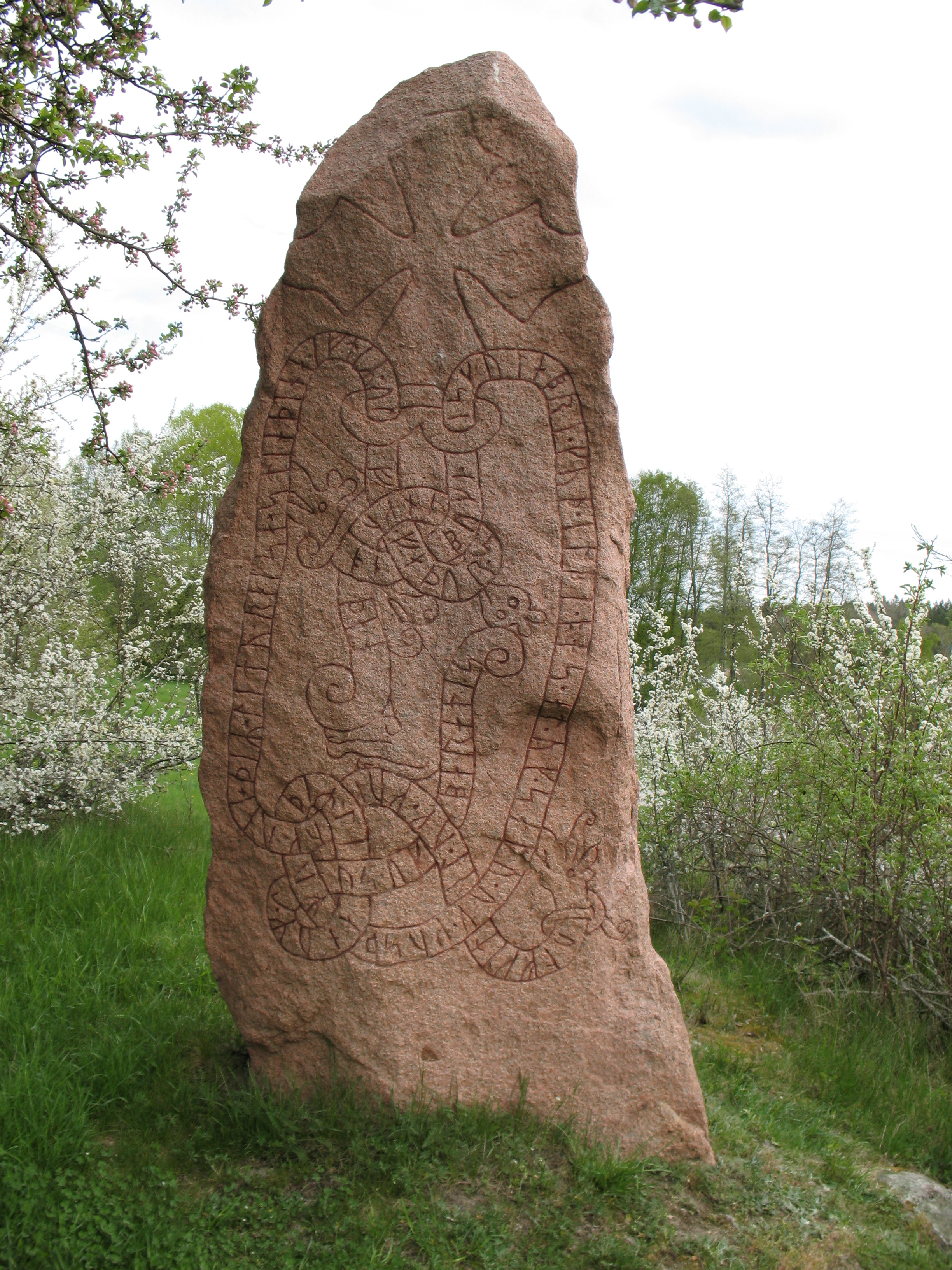
U 160
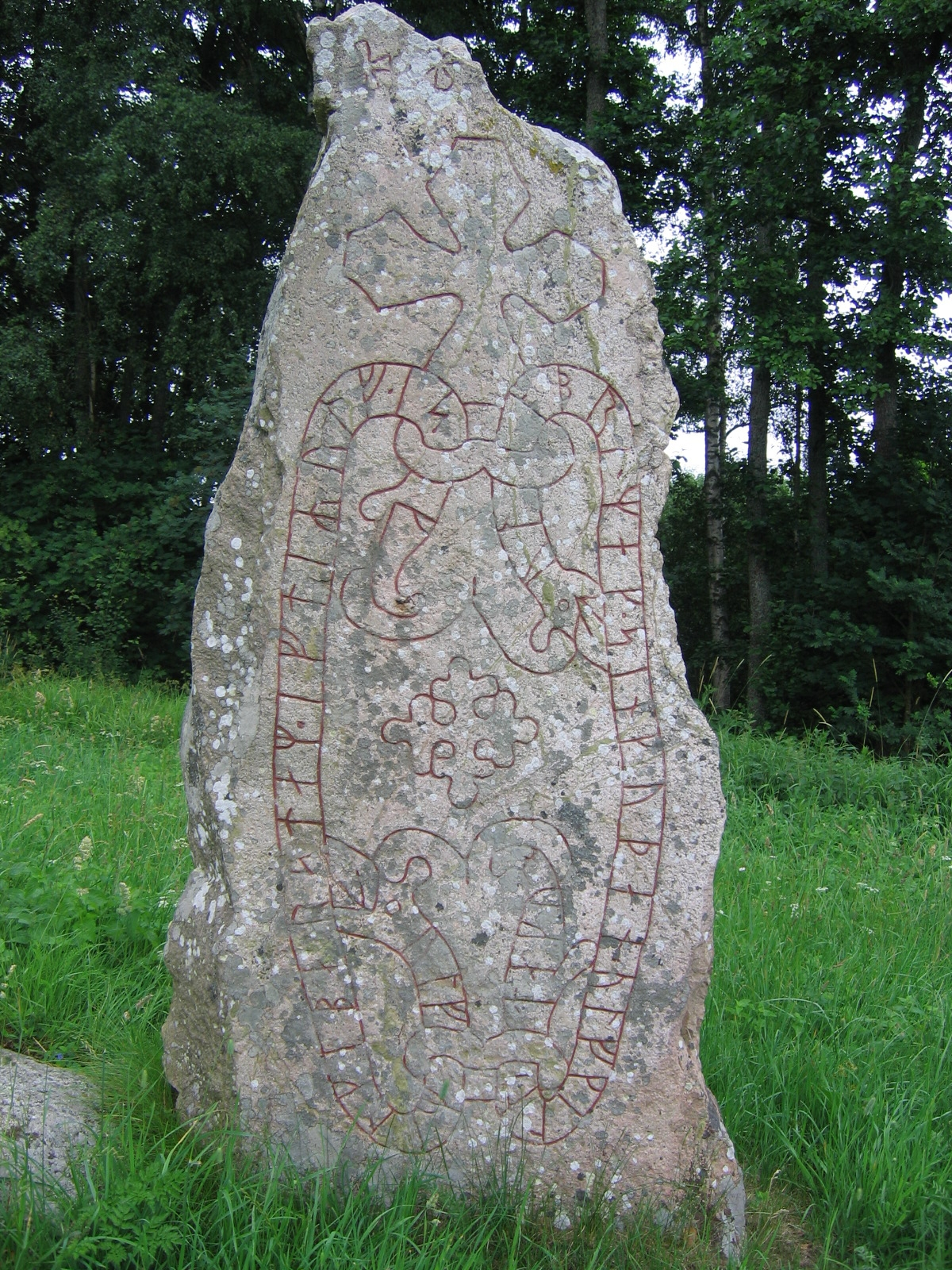
U 161

### Runsten U 160
Runstenen är av granit och står strax norr om golfbanan vid Skålhamra, nära vägen. Den dateras till ca 1010–1050 e. Kr. Man tror att stenen är ristad av Ulf i Bårresta.
Text: Ulfkättil och Gye och Une de lät resa denna sten efter Ulf, sin gode fader. Han bodde i Skålhamra. Gud och Guds moder hjälpe hans ande och själ. Förläne honom ljus och paradis.

### Runsten U 161
Runstenen är av granit och står strax norr om golfbanan vid Skålhamra, nära Vallentunasjön. Den dateras till ca 1010–1050 e. Kr. Stenen är signerad Ulf i Bårresta.
Text: Ulf i Bårresta högg efter Ulf i Skålhamra, sin gode frände. Ulfkell lät hugga.
Runstenen är märkt med två kors, det undre korset har varit förebild för Täbys kommunvapen.